# 氯溴碘甲烷
氯溴碘甲烷是一种有机化合物，化学式为CHBrClI。它可由溴二碘甲烷的四氯化碳溶液和五氯化锑的二氯甲烷溶液在0 °C反应得到。
它和其它三卤甲烷一样，可以在低温原位脱质子，得到氯溴碘甲基阴离子。如它和苯基氯化汞在叔丁醇钾的存在下反应，可以得到苯基(氯溴碘甲基)汞。